# イ・グァンス
イ・グァンス（朝: 이 광수、1985年7月14日 - ）は、韓国の俳優、ファッションモデル。本貫は広州李氏。京畿道南楊州市出身。STARSHIPエンターテインメント（キングコング by STARSHIP）所属。身長190cm。

## 交友関係
- 俳優のソン・ジュンギと親友。
- 俳優チョ・インソンと親しい[3]。
- EXOのメンバー、ディオと親しい[4]。

## 出演

### ドラマ
- その方が来られる（2008年-2009年、MBC） - イ・マンス 役
- 明日に向かってハイキック（2009年-2010年、MBC） - イ・グァンス 役
- トンイ（2010年、MBC） - バク・ヨンダル 役
- シティーハンター in Seoul（2011年、SBS） - コ・ギジュン 役
- 僕らのイケメン青果店（2011年-2012年、channelA） - ナム・ユボン 役
- 優しい男（2012年、KBS） - パク・チェギル 役
- 恋愛操作団：シラノ（2013年、tvN） - チェ・ダリン 役 ※特別出演
- 火の女神ジョンイ（2013年、MBC） - 臨海君 役
- じゃがいも星（2013年-2014年、tvN）
- シークレット・ラブ（2014年、DRAMAcube） - イ・テヤン 役
- 大丈夫、愛だ（2014年、SBS） - パク・スグァン 役
- ポッ!（2016年、SBS） - チョ・ジュンマン 役
- 太陽の末裔〜Love Under The Sun〜（2016年、KBS） - 射撃ゲーム場主人 役
- ディア・マイ・フレンズ（2016年、tvN） - ユ・ミノ 役
- アントラージュ 〜スターの華麗なる人生〜（2016年、tvN） - チャ・ジュン 役
- ココロの声（2016年、KBS2） - チョ・ソク 役
- 花郎（2016年、KBS） - マンムン 役
- 最高の一発〜時空を超えて〜（2017年、KBS） - ユンギ 役
- ライブ〜君こそが生きる理由〜（2018年、tvN） - ヨム・サンス 役
- 殺人者の買い物リスト（2022年、tvN） - アン・デソン 役
- NO WAY OUT：ザ・ルーレット（2024年、Disney+） - ユン・チャンジェ 役

### 映画
- 平壌城（2011年） - イ・グァンス 役
- ワンダフルラジオ（2012年） - チャ・デグン 役
- コンフェッション 友の告白（2014年） - ミンス 役
- フィッシュマンの涙（2015年） - パク・ク 役[5]
- 探偵なふたり リターンズ（2018年） - ヨチ役
- 僕の特別な兄弟（2019年）- ドング役
- タチャ3（2019年）- カチ役
- 奈落のマイホーム（2021年）- キム・スンヒョン役
- ハッピーニューイヤー（2022年）- サンフン役

### バラエティ
- Running Man（2010年- 2021年、SBS）